# Ptychopariina
Ptychopariina — підряд трилобітів ряду Ptychopariida. Підряд існував з кінця кембрію та протягом ордовіку.

## Опис
Цефалон:  лицьові шви зазвичай опістопарієвого типу, але у деяких представників підряду зустрічаються лицьові шви пропарієвого типу; передня частина лицьових швів зазвичай трохи розходиться; глабель зазвичай звужується до передньої частини цефалона; у більшості представників на цефалоні присутні щічні шви, які за формою нагадують леза; гіпостома плавуча (natant); Очі зазвичай присутні, але зустрічаються сліпі форми; 
Торакс зазвичай довгий, відносно пігідія; складається з 12-17 сегментів; 
Пігідій у різних представників підряду різноманітний, але зазвичай менший торакса; зазвичай мікропігідій (micropygous) але зустрічаються і стандартний пігідій (isopygous).

## Класифікація
- Надродина Ellipsocephaloidea(інші мови)
  - Родина Agraulidae(інші мови)
  - Родина Aldonaiidae(інші мови)
  - Родина Bigotinidae(інші мови)
  - Родина Chengkouiidae(інші мови)
  - Родина Ellipsocephalidae(інші мови)
  - Родина Estaingiidae(інші мови)
  - Родина Palaeolenidae(інші мови)
  - Родина Yunnanocephalidae(інші мови)
- Надродина Ptychoparioidea(інші мови)
  - Родина Acrocephalitidae(інші мови)
  - Родина Alokistocaridae(інші мови)
  - Родина Antagmidae(інші мови)
  - Родина Asaphiscidae(інші мови)
  - Родина Atopidae(інші мови)
  - Родина Bolaspididae(інші мови)
  - Родина Cedariidae(інші мови)
  - Родина Changshaniidae(інші мови)
  - Родина Conocoryphidae(інші мови)
  - Родина Conokephalinidae(інші мови)
  - Родина Crepicephalidae(інші мови)
  - Родина Diceratocephalidae(інші мови)
  - Родина Elviniidae(інші мови)
  - Родина Eulomidae(інші мови)
  - Родина Holocephalinidae(інші мови)
  - Родина Ignotogregatidae(інші мови)
  - Родина Inouyiidae(інші мови)
  - Родина Isocolidae(інші мови)
  - Родина Kingstoniidae(інші мови)
  - Родина Liostracinidae(інші мови)
  - Родина Llanoaspididae(інші мови)
  - Родина Lonchocephalidae(інші мови)
  - Родина Lorenzellidae(інші мови)
  - Родина Mapaniidae(інші мови)
  - Родина Marjumiidae(інші мови)
  - Родина Menomoniidae(інші мови)
  - Родина Nepeidae(інші мови)
  - Родина Norwoodiidae(інші мови)
  - Родина Papyriaspididae(інші мови)
  - Родина Phylacteridae(інші мови)
  - Родина Proasaphiscidae(інші мови)
  - Родина Ptychopariidae(інші мови)
  - Родина Shumardiidae(інші мови)
  - Родина Solenopleuridae(інші мови)
  - Родина Tricrepicephalidae(інші мови)
  - Родина Utiidae(інші мови)
  - Родина Wuaniidae(інші мови)
- Incertae sedis
  - Родина Avoninidae(інші мови)
  - Родина Catillicephalidae(інші мови)
  - Родина Ithyophoridae(інші мови)
  - Родина Plethopeltidae(інші мови)

| Цератопс | Це незавершена стаття з палеонтології. Ви можете допомогти проєкту, виправивши або дописавши її. |